# Пјано Инферно Марина (Палермо)
Пјано Инферно Марина је насеље у Италији у округу Палермо, региону Сицилија.
Према процени из 2011. у насељу је живело 15 становника. Насеље се налази на надморској висини од 28 м.